# 大多羅加
50°52′13″N 32°0′50″E / 50.87028°N 32.01389°E
大多羅加（烏克蘭語：Велика Дорога），是烏克蘭北部的村莊，隸屬切爾尼希夫州的尼任區。該村始建於1858年，面積2.21平方公里，海拔高度130米，2001年人口711，人口密度每平方公里321.43人。